# Gentiana glauca
Gentiana glauca là một loài thực vật có hoa trong họ Long đởm. Loài này được Pall. mô tả khoa học đầu tiên năm 1789.